# Oranges and Lemons
Oranges and Lemons é um filme mudo do gênero comédia produzido nos Estados Unidos em 1923, dirigido por George Jeske e com atuação de Stan Laurel.